# 德意志国铁路50型蒸汽机车
BR50型蒸汽机车是一种2-10-0轴式的货运蒸汽机车，是当时德国“标准蒸汽机车”的一种，也是德国制造的最为成功的蒸汽机车型号之一。该型机车的制造亦是纳粹德国战备计划的一部分，因此把BR50也被称为“临时战时机车”（比BR52等“战争机车”多了个“临时”）。至1948年，共有3164辆BR50型被制造出来，而参与制造的厂家更是囊括了几乎所有欧洲大陆机车生产厂商。BR50型机车较低的轴重使得它具有了极高的通用性，可以在各种干线或支线上使用。1968年以后所称的DB050、051、052、053都是之前的BR50。

## 概况
到1945年二战结束时，除去战时损毁，欧洲仍然保有大量BR50型。德国联邦铁路得到了其中的2159辆，这些车辆在之后很长一段时期内同BR44型构成了德国铁路货运的主力，并且也用于客运。
为了在倒车时能够有效保护车辆乘员，BR50型在煤水车（4轴T26）的前端安装了保护设施，还有很多该型机车在战后换装了小烟板。另外，在735辆德国联邦铁路拥有的BR50型机车上，其煤水车加装了一个司机室，使得其煤仓较之前有所减小。共有1452辆BR50赶上了1968年的更名，包括已经确认退役的88辆。由于当时的BR50型已经具有3种亚型号，因此更名时这3种机车分别改称为051型（413辆）、052型（450辆）、053型（77辆），加上直接更名的050型（521辆），共有4种机车来源于BR50型。德国联邦铁路的BR50型于1977年全部退役。
战后，民主德国也获得了一部分BR50型机车，不过只有350辆。在东德，BR52才是绝对的货运主力。BR50型机车主要在南部运行。70年代中期以后，东德的BR50开始大批退役，至80年代，50型机车在东德也成为了稀罕物。东德铁路的BR50型在1987年全部退役。
有一些原始型的BR50型在退役后被保留了下来。其中，保留在纽伦堡交通博物馆的50 622号在2005年10月17日的大火中严重损坏，凭借捐款才得以修复。50 849号属于Glauchau铁路协会，这辆机车是最初的大烟板型（安装瓦格纳式折烟器）。
还有数个欧洲国家在战后使用过BR50型，包括奥地利、波兰、捷克及丹麦等。

## 二战结束后的运用历史

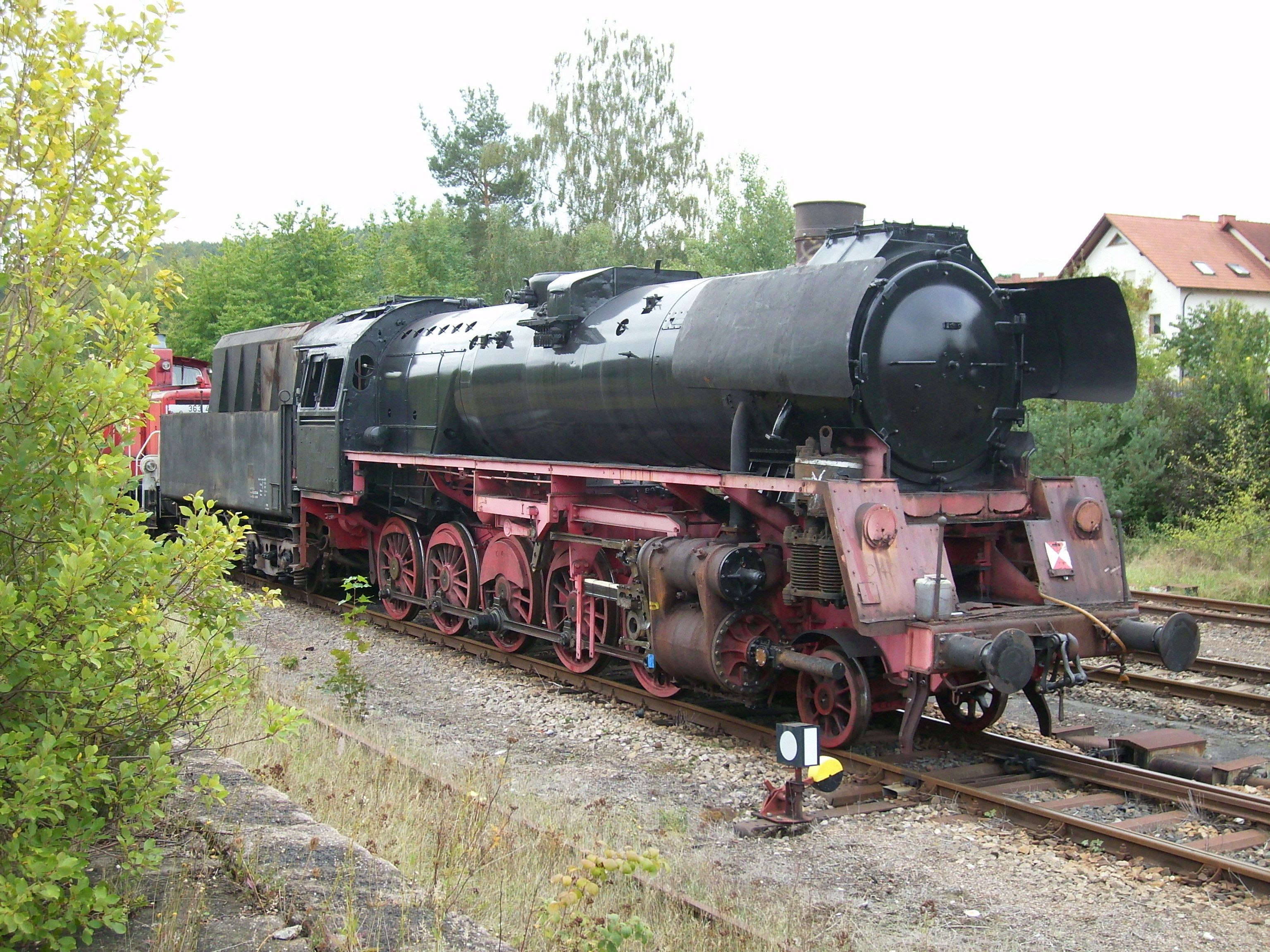
德国联邦铁路50型4073号机车于德国巴伐利亚州讷德林根巴伐利亚铁路博物馆静态展示

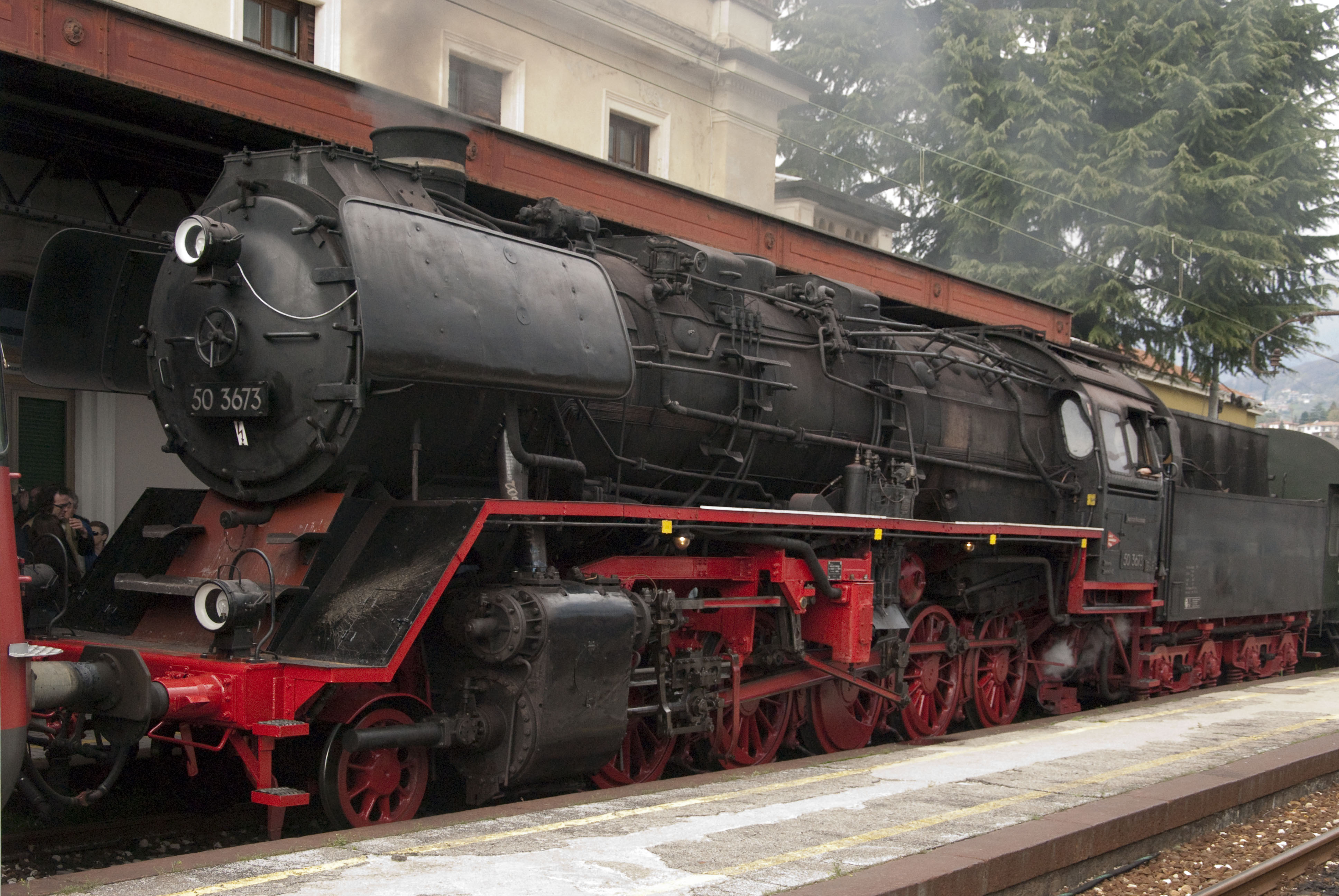
原德国国营铁路50型3673号机车于意大利鲁伊诺车站

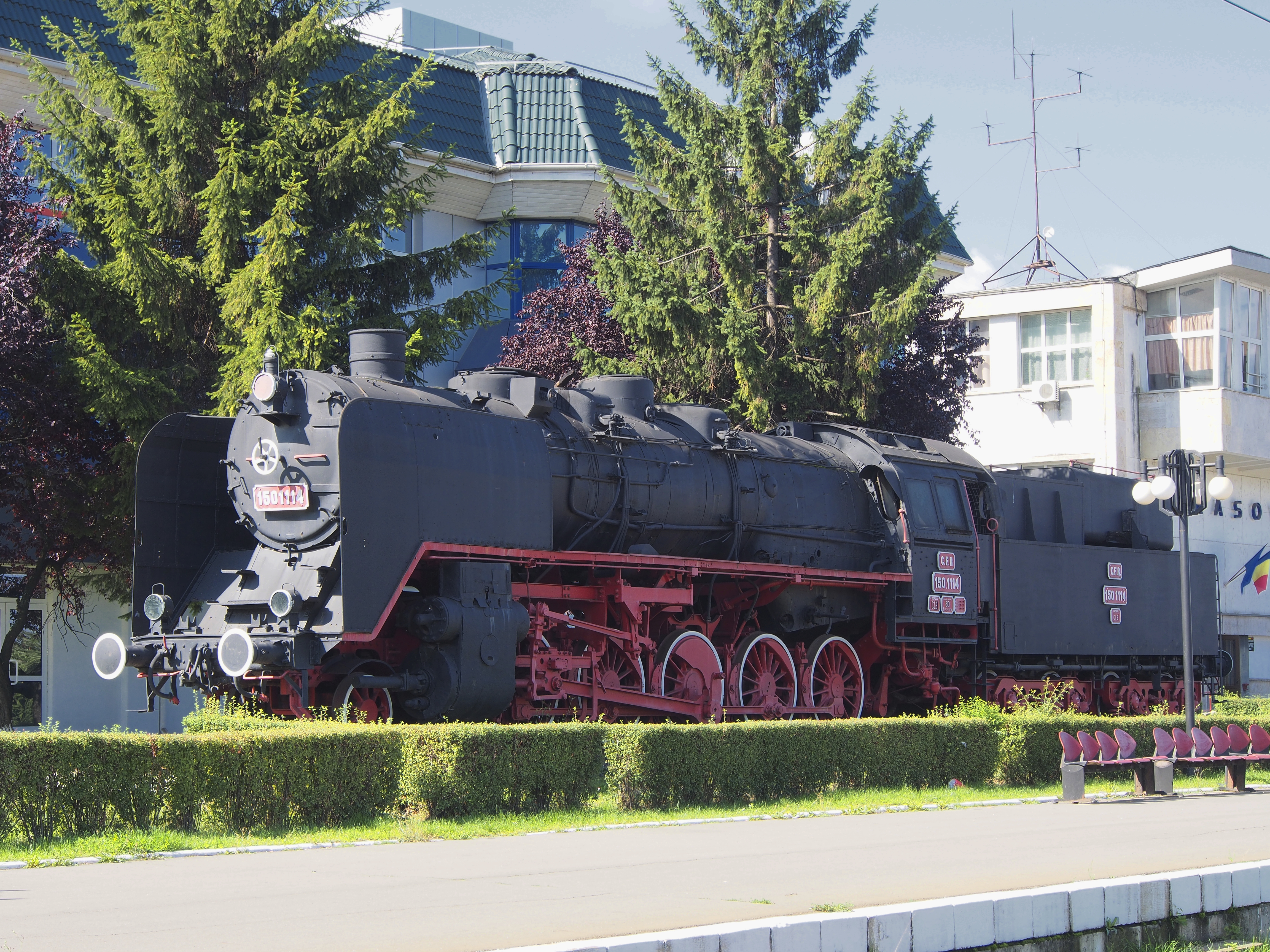
罗马尼亚铁路150型1114号机车

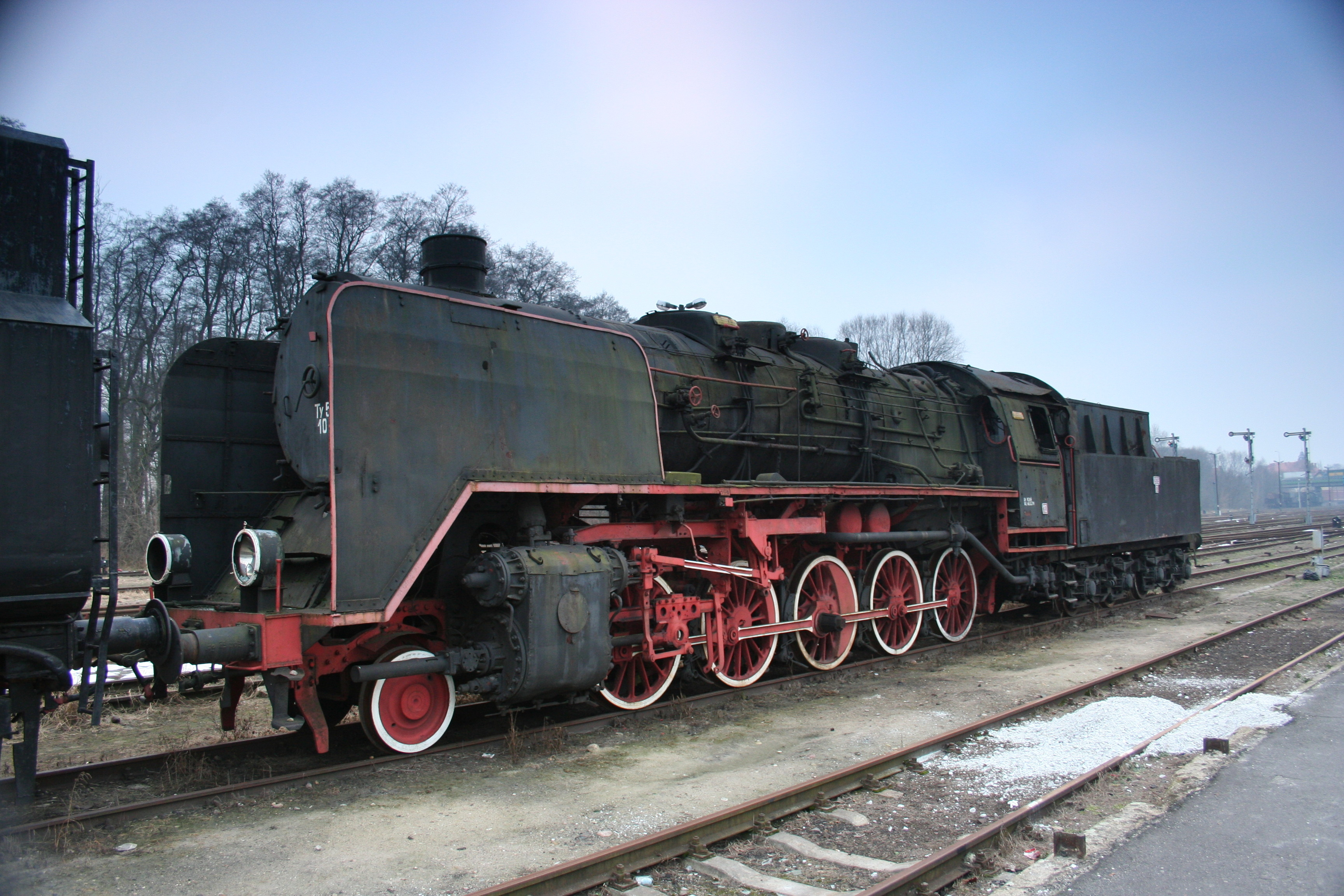
波兰国家铁路Ty5型10号机车

### 德国联邦铁路50.40型
由于联邦德国拥有数量充足的货运机车，因此联邦铁路可以迅速淘汰大批战时生产的BR52型机车（这些机车的生产工艺和制造材料均因战争而遭精简）。德国联邦铁路在50年代用BR52型的锅炉替代了一部分老化的BR50型锅炉，甚至一些被誉为“浴缸”的BR52用煤水车也顺便移植给了50型。其间，有一些BR50型曾被用作试验性机车，搭载混合预热器和涡轮给水泵，50 1503号还加装了矩形通风装置。1959年，又有10辆50型换装了烧结面积更小的锅炉，以减少耗煤量。
在试装了BR52使用过的Franco-Crosti型锅炉后，汉寿尔工厂在1954年改造了50 1412号。该车在主锅炉下方加装了一个用于预热的小锅炉。这样一来，从主锅炉流出的烟气就将通过这个预热器，然后通过一个侧排烟口排出。由此，锅炉用水就可以先在预热器中加热，然后再进入主锅炉，从而充分利用锅炉产生的热量，减少燃料消耗。1958年，又有30辆50型安装了这样的装置，编号从50 4001到50 4031（其中50 4011号使用燃油锅炉）。这些机车就是50.40型。

### 德国国营铁路50.35-37型
早在30年代末，St 47 K-Mo型钢材就被认为是一种适于建造机车锅炉的材料。使用这种材料制造的锅炉可以在不明显增加锅炉自重的情况下有效提高锅炉压力。但这种材料也有一种严重的缺陷，就是容易产生金属疲劳。因此，以这种材料制造的锅炉几年内就被替换掉了。BR50型也存在这一问题。事实上，BR50上出现的问题远少于其他使用同种材质锅炉的机车，但到了50年代末，这一情况仍然变得急需解决。东德的50E型在此期间换装了23型机车使用的锅炉，虽然这种锅炉圆筒要比原来的长500mm。1958-62年间，东德铁路共如是改造了208辆BR50型，编号从50 3501到50 3708。这些车辆随后调动到了西北部。在一部分改造为燃油锅炉的50 50型（于1966-71年改造，共72辆）后，其余的转移到马格德堡机务段，用来替换那些更为老旧的机车。
德国境内最后一班由蒸汽机车牵引的火车就是由50 3559号完成的。这是在1988年10月29日的一次Halberstadt和马格德堡之间的往返任务，也是官方安排的蒸汽机车告别演出。之后，50 3559号被改造成为一家餐厅的一部分。

### 德国国营铁路50.40型
战后，东德需要大量的货运机车。于是，东德铁路以战前用于客运的23型机车为基础，制造了50.40型。这些机车于1956-1960年之间交付使用，其中的50 4088号是德国制造的最后一辆准轨蒸汽机车。这些机车于80年代陆续退役，只有部分藏于博物馆。

### 罗马尼亚铁路150型
1946年到1960年间，罗马尼亚Malaxa工厂和Reşiţa工厂在德意志国铁路50型机车的基础上，制造了共计282台的150.000型蒸汽机车。有40台此型机车出口至中华人民共和国，被中国铁道部编为DK5型。DK5-250，退役后保存于辽宁省沈阳市沈阳铁路陈列馆。
此外，4台被苏联红军缴获的50型机车在二战结束后，转交罗马尼亚铁路后，编入150.1100型。

### 丹麦国家铁路N(III)型
丹麦国家铁路于1951年从比利时国家铁路购置12台原德意志国铁路50型机车，其中10台编为N(III)型，车号范围201-210；另外2台作为零件备用。此10台机车承担日德兰半岛与菲英島之间的货运列车牵引任务，并于1970年5月退役，成为丹麦国家铁路最后退役的蒸汽机车。

### 波兰国家铁路Ty5型
第二次世界大战之后，波兰国家铁路接收了54台原德意志国铁路50型机车，编为Ty5型。在波兰国内，本型机车用于牵引货物列车。1979年9月，最后一台Ty5型机车从波兹南机务段退役。